# Медаль «В память 250-летия Ленинграда»
Медаль «В память 250-летия Ленинграда» — государственная награда СССР. 
Учреждена Указом Президиума Верховного Совета СССР от 16 мая 1957 года в ознаменование 250-летия города Ленинграда. Автор рисунка медали — художник Н. А. Соколов.

## Положение о медали
Медалью награждались граждане города, отличившиеся в проведении работ по восстановлению и реконструкции города и обеспечившие своим трудом развитие его промышленности, транспорта, городского хозяйства, торговли, научных и культурно-просветительных учреждений, при условии проживания в Ленинграде или его пригородах не менее 5 лет:
- рабочие, инженерно-технический персонал и служащие промышленных предприятий, строек, транспорта и городского хозяйства Ленинграда;
- работники науки, техники, искусства, литературы, просвещения и здравоохранения;
- работники государственных учреждений, партийных, профсоюзных, комсомольских и других общественных организаций;
- военнослужащие;
- пенсионеры, инвалиды войны и труда;
- домашние хозяйки, принимающие активное участие в благоустройстве города, работе школ и детских учреждений.

Основанием для награждения являлась личная книжка участника восстановления народного хозяйства. 
Эта книжка являлась документом, подтверждающим участие в работах по восстановлению города. 
В ней указывалась норма часов в неделю, которые житель должен отработать на восстановительных работах и факт выполнения нормы, подкреплённый печатью соответственного учреждения. 
Медалью награждались также участники обороны Ленинграда в период Великой Отечественной войны, награждённые медалью «За оборону Ленинграда», независимо от места их проживания.
Награждение медалью «В память 250-летия Ленинграда» производится от имени Президиума Верховного Совета СССР исполнительным комитетом Ленинградского городского Совета депутатов трудящихся.
Вручение медали производилось:
- военнослужащим — командирами воинских частей, соединений, начальниками учреждений, заведений;
- лицам из гражданского населения — исполнительными комитетами районных, городских Советов депутатов трудящихся.

Медаль «В память 250-летия Ленинграда» носится на левой стороне груди и при наличии других медалей СССР располагается после медали «В память 800-летия Москвы».

## Описание медали
Медаль «В память 250-летия Ленинграда» изготовляется из цветного металла и имеет форму правильного круга диаметром 32 мм.
На лицевой стороне медали рельефное изображение памятника В. И. Ленину у Финляндского вокзала на фоне Невы и здания Адмиралтейства. Позади памятника — развёрнутые знамёна, внизу — лавровая ветвь с колосьями и изображение серпа и молота. В верхней части медали по окружности надпись: «В память 250-летия Ленинграда» и изображение пятиконечной звезды с расходящимися лучами.
На оборотной стороне медали изображение здания Смольного, над которым надпись в две строки: «ГОРОДУ-ГЕРОЮ СЛАВА!». Внизу цифра — «250». В верхней части медали в перевитом лентой венке из лавровых и дубовых листьев и колосьев изображение орденов Ленина и Красного Знамени, которыми награждён Ленинград.
Все надписи и изображения на медали выпуклые.
Медаль при помощи ушка и кольца соединяется с пятиугольной колодочкой, обтянутой шёлковой муаровой лентой синего цвета с белыми полосками по краям. Посередине ленты красная полоса, имеющая с каждой стороны по две узких жёлтых полоски.